# Every Day I Have the Blues
Every Day I Have the Blues è un brano di Pinetop Sparks reso noto da B.B. King, pubblicato nel 1955 come lato B del singolo contenente Sneaking Around e da Joe Williams con Count Basie. Entrambe le versioni vinsero la Grammy Hall of Fame Award.
Successivamente è stato ripreso da Carlos Santana, che lo ha inserito nel suo album raccolta The Legendary Santana, pubblicato nel 2006.